# Pô de Volano

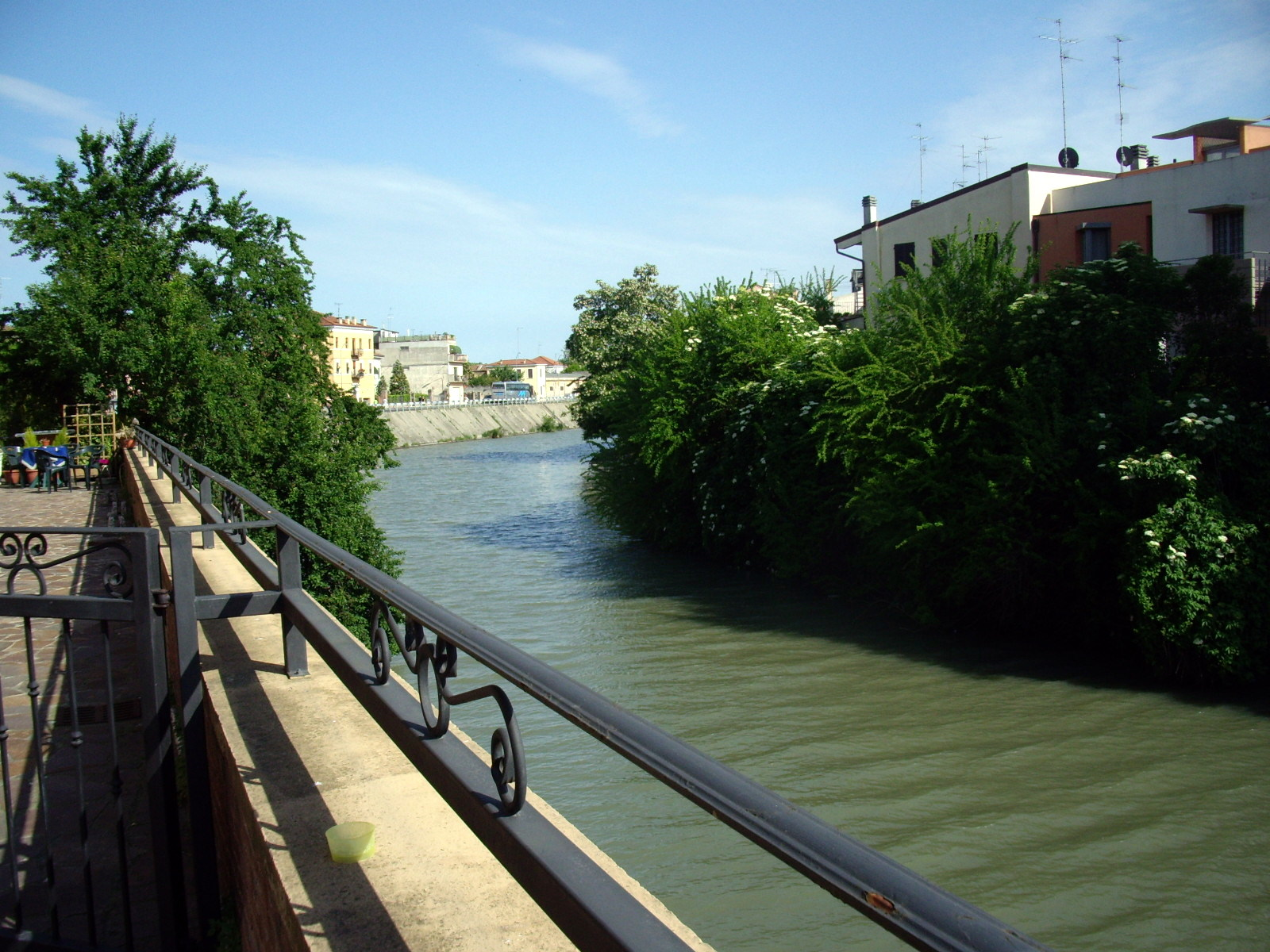
Le Pô de Volano à Ferrare

Le Pô de Volano, en italien Po di Volano, également appelé Le Volano, est une branche diffluente du Pô qui parcourt d'ouest en est et dans sa quasi largeur, la province de Ferrare.

## Géographie

### Tracé
Il se sépare du cours principal à Stellata, un hameau de la commune de Bondeno, passe à Ferrare, la capitale de la province et se jette dans la mer Adriatique, à travers un estuaire, près du Lido de Volano, l'une des sept stations balnéaires de la commune de Comacchio.

### Communes traversées
- Bondeno
- Ferrare
- Copparo
- Tresigallo
- Migliarino
- Massa Fiscaglia
- Codigoro

## Histoire
Au Moyen Âge, le Pô de Volano est le cours principal du Pô jusqu'en 1152 ; cette année-là, le fleuve rompt la digue nord à la jointure des bras, à Ficarolo, dans la province de Rovigo et il suit alors son cours actuel.
À partir de Ferrare, une autre branche apparaît, appelée le Pô de Primaro ; il se jette lui aussi dans la mer Adriatique, au nord de Ravenne, après un passage à proximité d'Argenta.